# Ruud Kuijer
Ruud Kuijer (* 8. Juni 1959 in Schalkwijk, Utrecht) ist ein niederländischer Bildhauer.

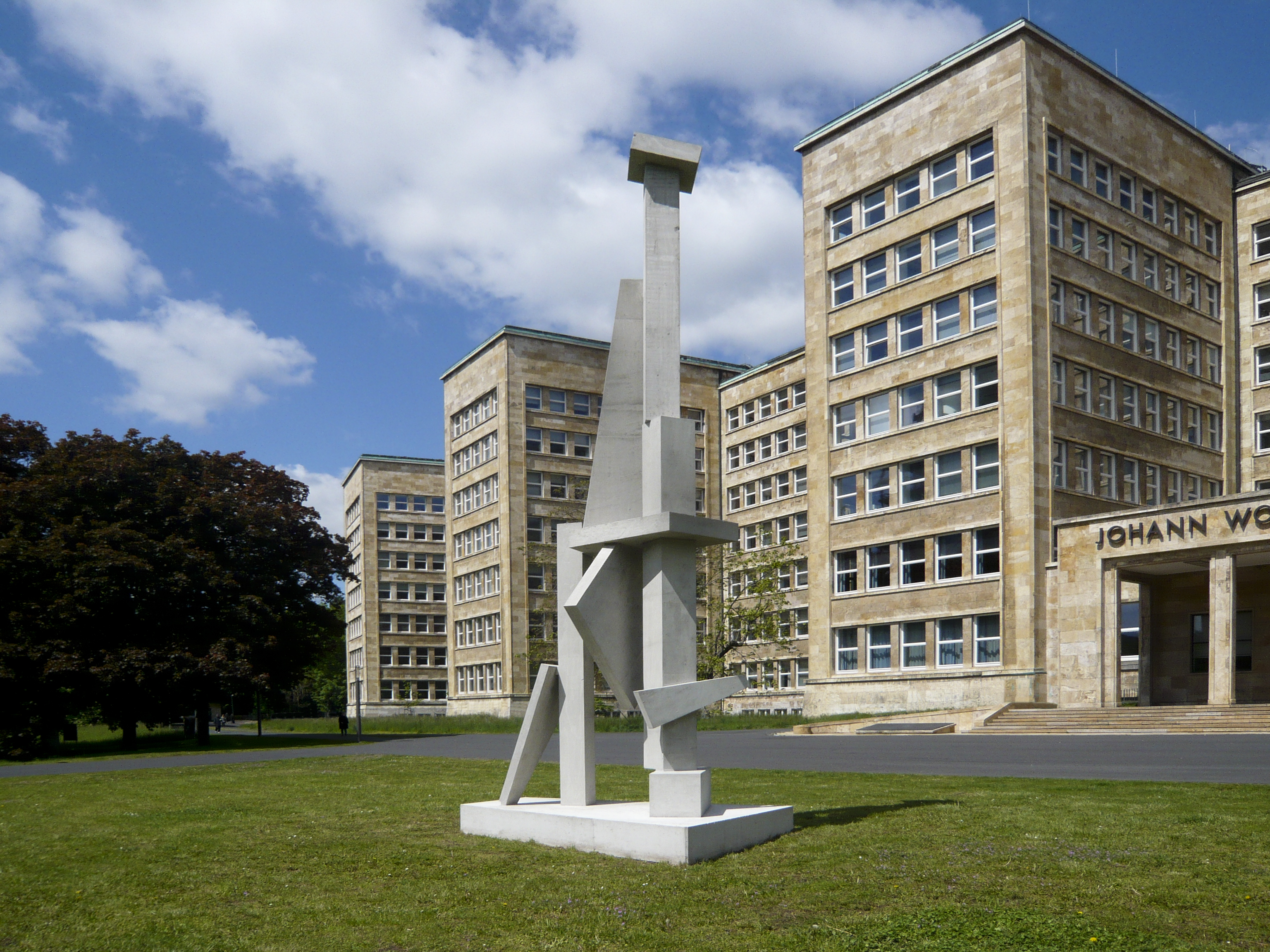
Blickachsen 2019, Frankfurt

## Leben und Werk
Ruud Kuijer studierte in der Zeit von 1981 bis 1984 an der St. Joost Academy of Art and Design in 's-Hertogenbosch. Darauf folgte sein postgraduales Studium an der Jan van Eyck Academy in Maastricht. Von 1992 bis 1997 lehrte er Bildhauerei an der Akademie in Den Bosch und von 2007 bis 2008 an der Akademie der Künste in Berlin. Kuijer lebt und arbeitet in Utrecht. 
Bekannt wurde der Bildhauer durch seine abstrakten Skulpturen, die sich häufig aus wiedererkennbaren Formen zusammensetzen und sich mit der rein skulpturalen Artikulation von Raum, die inhaltliche Bezüge außerhalb der Skulptur enthalten kann, beschäftigen.
Kunsthistorische Traditionen, besonders Neuere in der Bildhauerei, spielen in Kuijers Werk eine bedeutende Rolle, gleichzeitig gibt es aber auch den steten Wunsch, diese zu brechen. Ursprünglich lag sein Fokus darauf, die plastischen Qualitäten und Ausdrucksmöglichkeiten von herkömmlichen Materialien wie zum Beispiel Eisen, Schraubgewinde, Teppich, Seil, Holz oder Beton zu finden und für seine Skulpturen zu nutzen. Diese Materialien haben in der Kunstgeschichte im Allgemeinen wenig oder keine Historie. In den letzten Jahren war Beton das dominierende Material in Kuijers Œuvre.

## Sculpturen 1985–2003
Zwischen 1985 und 2003 entstanden verschiedene Skulpturenserien, wobei Ruud Kuijers Ausgangspunkt die spezifischen Möglichkeiten der jeweils verwendeten Materialien war. In den Skulpturen der Werkgruppe „Staan/Liggen/Hangen/Leunen“ (dt. „Stehen/Liegen/Hängen/Lehnen“, 1985–1992) werden die primären (strukturellen) und sekundären Qualitäten (Oberfläche und Farbe) verschiedener Materialien miteinander verknüpft und kontrastiert. Diese Skulpturen konzentrieren sich vor allem auf den Moment der Schwerkraft: Das individuelle Gewicht jedes einzelnen Bestandteils wird im Ganzen sichtbar. Die Gruppe „Gegalvaniseerd IJzer/Beton“ (dt. „Verzinktes Eisen/Beton“, 1992–2001) beschränkt sich auf die beiden genannten Materialien. Das verzinkte Eisen stammt von Stadtmöbeln und anderen Dingen, die im Außenbereich vor Rost geschützt werden müssen. Konkret wird in dieser Gruppe gleichzeitig Formen und Verbindungen ausgedrückt. Die „Draadeindsculpturen“ (dt. „Gewindestangenskulpturen“, 1996–2003) sind ein Versuch, die starre Mechanik von Schrauben und Muttern zu neutralisieren. Der Fokus liegt dabei auf den inhärenten Eigenschaften des Schraubgewindes: Es kann sowohl als Linie als auch als Glied fungieren. Auch physikalische Konzepte wie Druck- und Zugkraft werden sichtbar, insbesondere in Kombination mit anderen Formen oder Materialien.

## „Wasserwerke“ („Waterwerken“)
Ab 2001 arbeitete Ruud Kuijer an einer Gruppe von sieben großformatigen Skulpturen auf dem Landstreifen zwischen dem Isotopeweg und dem Amsterdam-Rhein-Kanal im Gewerbegebiet Lage Weide in Utrecht. Diese monumentalen Betonskulpturen sind bis zu 12 Metern hoch und bis zu 14 Metern lang. Sie bestehen aus einem Material und sind aus einem Stück gegossen: Sie sind monolithische Skulpturen. Tatsächlich bestehen sie aus zwei Materialien: Beton und Betonstahl.
Von 2010 bis 2013 wurde zwischen den Statuen ein schräger Hang angelegt. Durch diese Eingriffe in die Landschaft verbanden sich die Skulpturen zu einer festen Einheit miteinander. Dazu kommt, dass die Skulpturen in der Nacht beleuchtet werden.
„Waterwerk VII Cohesie“ ist die letzte Arbeit der Werkgruppe und mit einer Höhe von 12,70 Metern die höchste Skulptur der Serie. Diese Skulptur steht neben der Werkspoorbrug am Amsterdam-Rhein-Kanal, am Schnittpunkt der internationalen Bahn- und Wasserverbindung zwischen den Niederlanden und dem restlichen Europa. Zwei Formen in der Skulptur enthalten ein sich wiederholendes Motiv: die Wappen der Städte Amsterdam, Utrecht und Basel. Eine Form ist für die Schifffahrt sichtbar, die andere auf Augenhöhe für Zugreisenden. Im März 2013 wurde das Projekt im Rahmen der Feierlichkeiten zum 300. Jahrestag des Vertrags von Utrecht (1713–2013) enthüllt.
Skulpturenprojekte dieser Größenordnung im öffentlichen Raum sind selten. Für das Projekt „Waterwerken“ organisierte Kuijer die finanziellen Mittel selbst, unterstützt von Unternehmen, baute eigenständig ein großes Atelier und besorgte selbst die Genehmigungen für die Standorte, an denen die Skulpturen aufgebaut wurden. Ruud Kuijer bekam für sein Skulpturenprojekt „Waterwerken“ 2004 den Fentener van Vlissingen Culture Prize und 2005 den Dutch Concrete Prize.
- 2002 Waterwerk I, Forward
- 2003 Waterwerk II, Bearable Lightness
- 2005 Waterwerk III, Chardonnay
- 2007 Waterwerk IV, Overstag
- 2009 Waterwerk V, Circuit
- 2011 Waterwerk VI, Weerslag
- 2013 Waterwerk VII, Cohesie

## Ausstellungen (Auswahl)
- 1986 Galerie Wentzel, Köln
- 1987 Galerie Waalkens, Finsterwolde
- 1989 Galerie Wentzel, Köln
- 1990 Centraal Museum, Utrecht
- 1991 Galerie Wentzel, Köln
- 1996 Gemeentemuseum Den Haag
- 1997 Wilhelm Lehmbruckmuseum, Duisburg
- 2000 Galerie Waalkens, Finsterwolde
- 2009 Centraal Museum, Utrecht
- 2011 Galerie Gerken, Berlin
- 2014 Rijksmuseum van Oudheden, Rijksmuseum Volkenkunde, Museum Boerhaave, Leiden
- 2014 Museum Beelden aan Zee, Den Haag
- 2017 ARTZUID, International Sculpture Biennale Amsterdam (Gruppenausstellung)
- 2017 Villa Wessel, Iserlohn
- 2017–2018 City of Arts and Sciences, Valencia
- 2019 Galerie Slewe, Amsterdam (mit Lon Pennock)
- 2019 Skulpturenbiennale BLICKACHSEN 12, Frankfurt und Umgebung (Gruppenausstellung)
- 2020 Galerie Slewe, Amsterdam (mit Krijn de Koning)
- 2021 Gerhard-Marcks-Haus, Bremen
- 2024 Kuijer-Rietveld, Centraal Museum Utrecht (mit Gerrit Rietveld)
- 2025 Villa Wessel, Iserlohn

## Aufträge
- 2008 Springtij, Skulptur für den Hauptsitz der Royal Boskalis Westminster NV, Papendrecht
- 2009 Alliance, Skulptur für den Hafen von Melbourne, Australien
- 2010 Gruppe von 13 Skulpturen für den Stadtteil Parkhaven in Utrecht im Auftrag des Bouwfonds ASR
- 2016 Ocean Reef I und II zwei Skulpturen für die Ocean Reef Islands, zwei künstliche Inseln vor der Küste von Panama-Stadt, Panama
- 2017 Hangend Vlak, Skulptur für ArtZuid 2017, Internationale Skulpturenbiennale, Amsterdam
- 2023 Welland, Skulptur für Rotterdam im Charloisse Hoofd

## Sammlungen
Die Skulpturen von Ruud Kuijer sind u. a. in den folgenden Sammlungen vertreten:
- Bonnefantenmuseum, Maastricht
- Centraal Museum Utrecht
- Gemeentemuseum Den Haag
- Lehmbruck-Museum, Duisburg
- Gerhard-Marcks-Haus, Bremen
- Stedelijk Museum, Amsterdam
- Privatsammlungen in den Niederlanden, in Belgien, Deutschland, Spanien, Australien und den USA.

## Fotogalerie

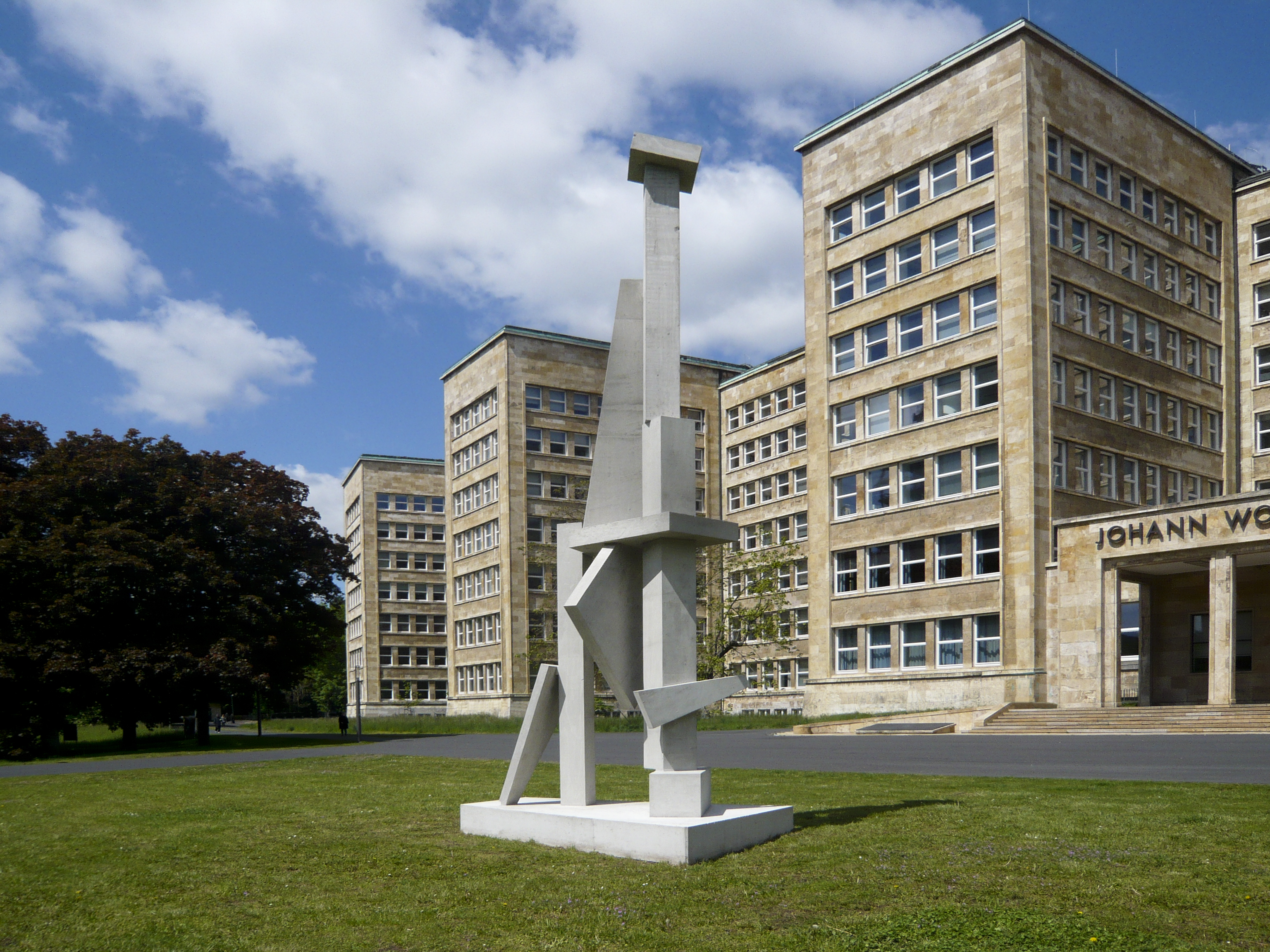
Hangend Vlak in Frankfurt, Blickachsen 12 (2019)
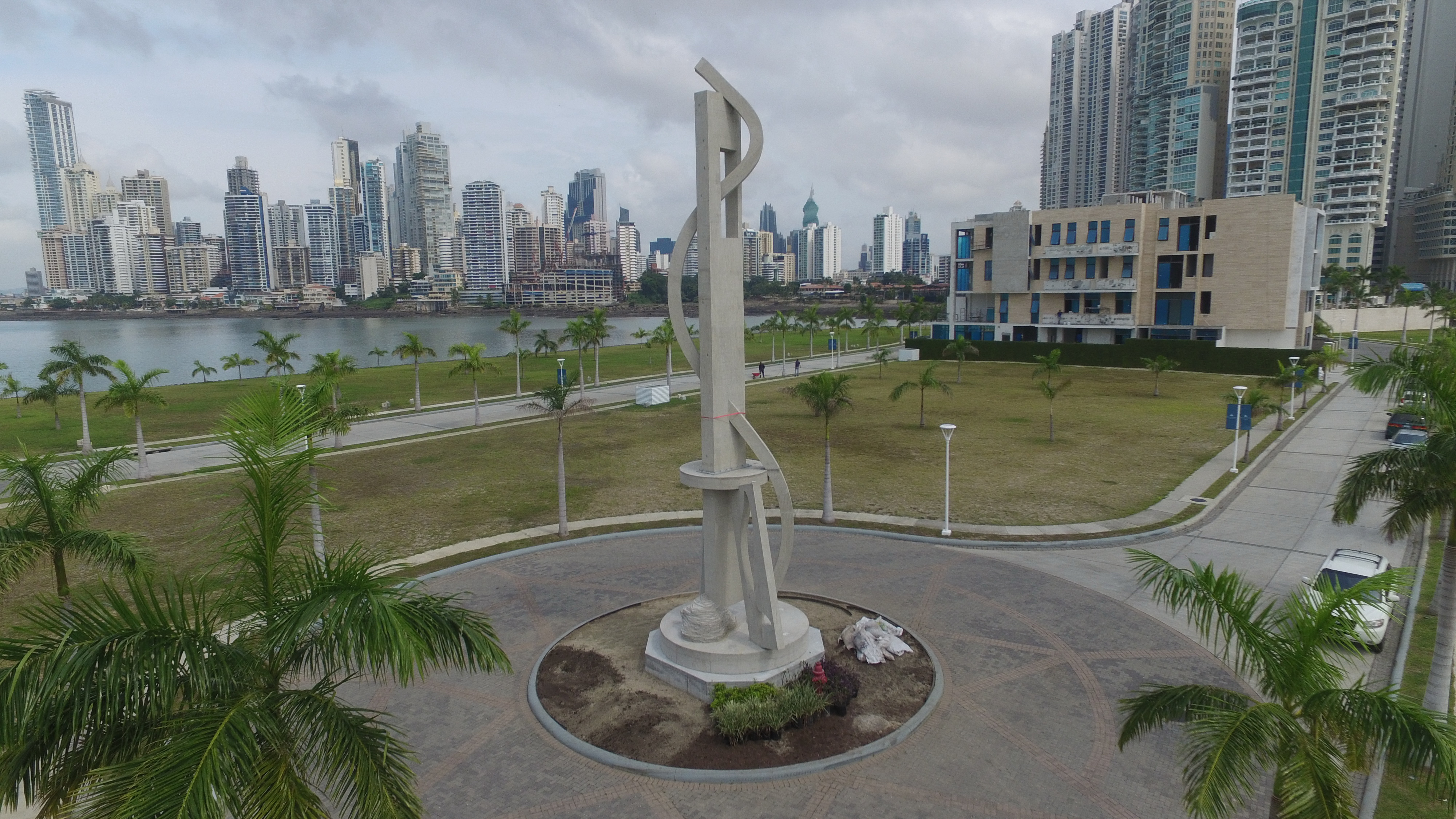
Ocean Reef I Ruud Kuijer Panama-Stadt (2016)
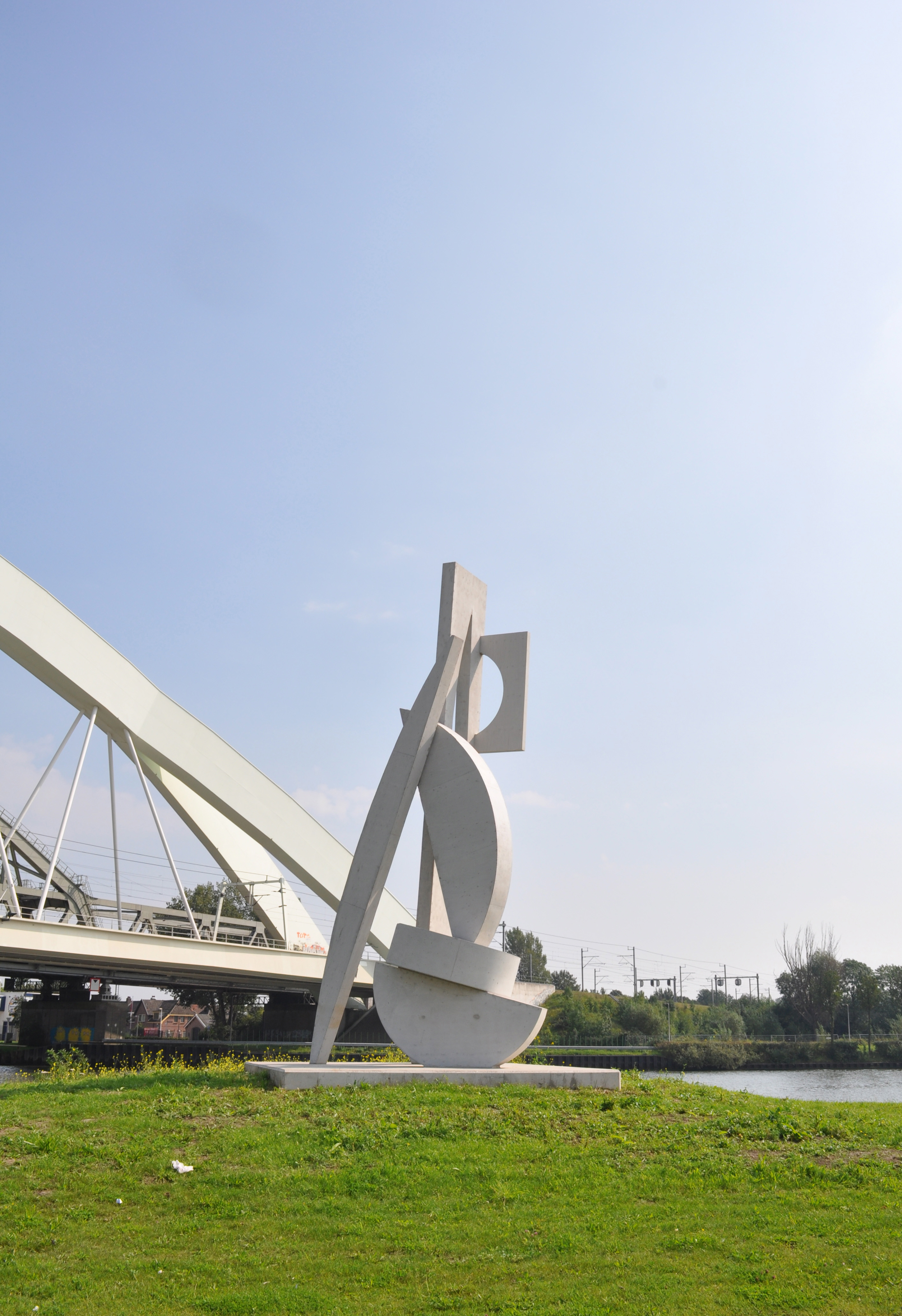
Waterwerk VI Weerslag (2011)
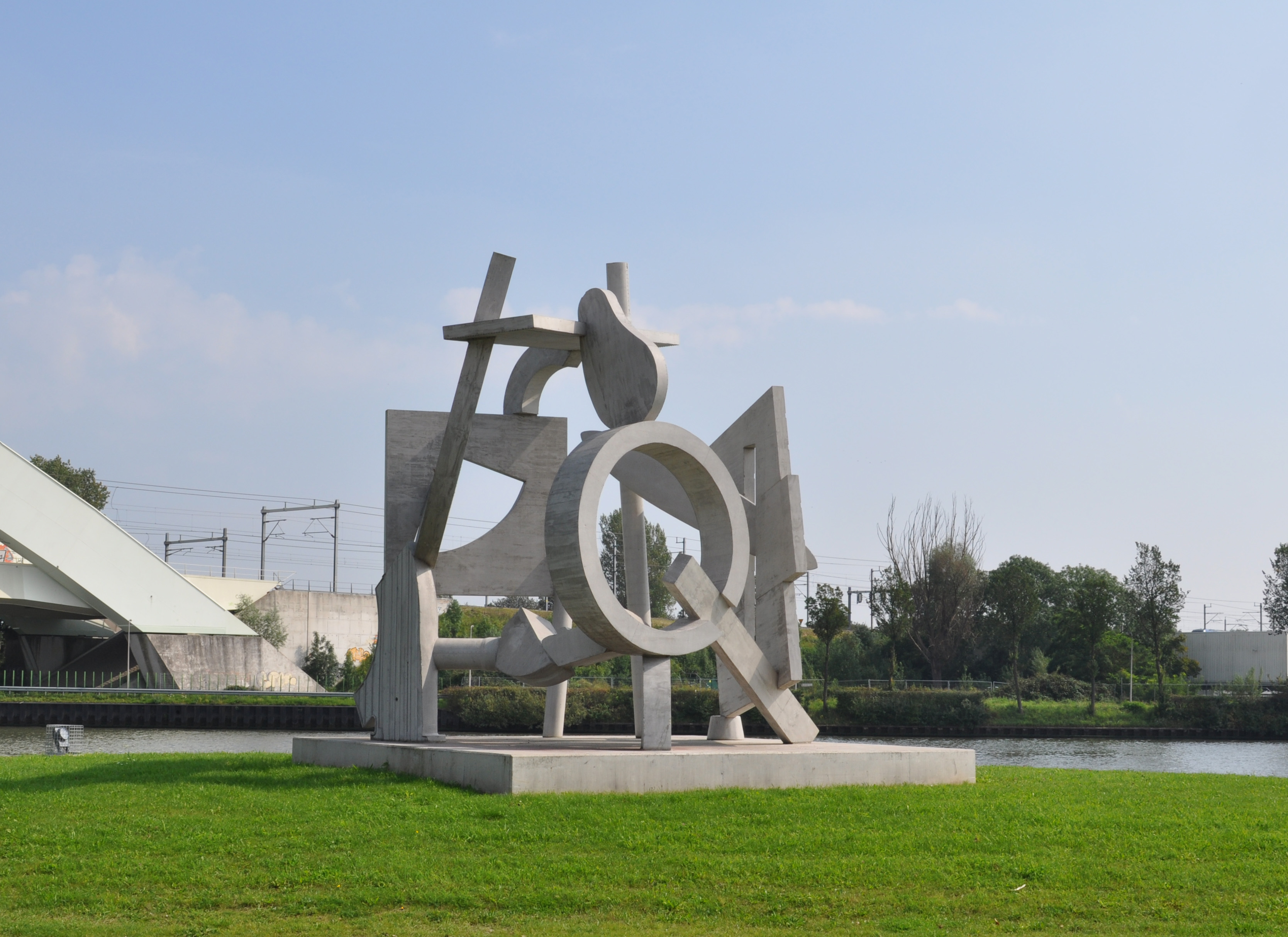
Waterwerk V Circuit (2009)
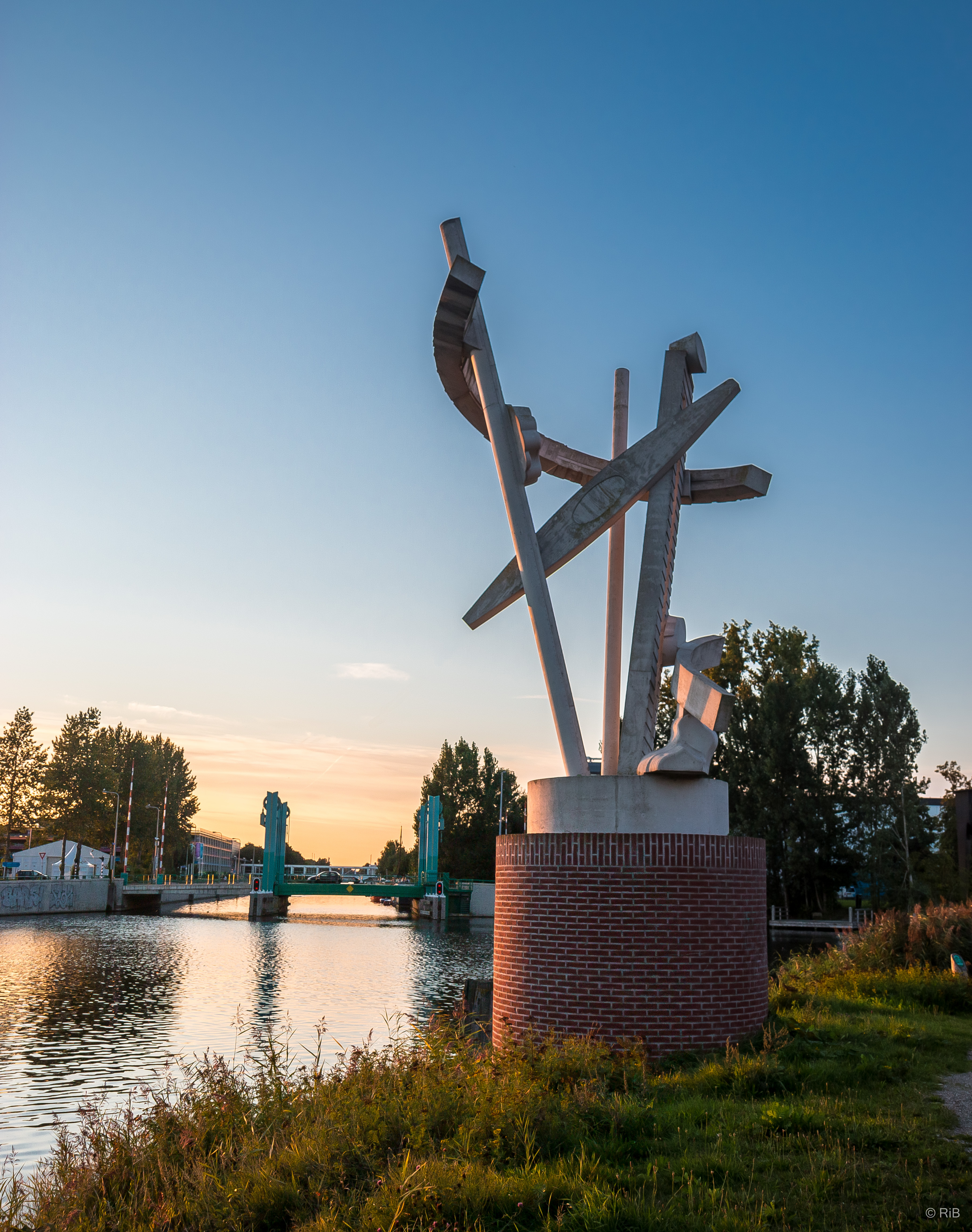
Parkhaven, Utrecht (2010)

## Veröffentlichungen
- 2018 Abstraction-Space-Steel, über das Werk von André Volten. Katalogtext zur Ausstellung Utopia von André Volten im Museum Beelden aan Zee, Den Haag. Waanders Verlag, Zwolle, ISBN 978-94-6262-182-4.
- 2019 Ruud Kuijer: About Sculpture, Notes from a maker and viewer. NAI010 Verlag, Rotterdam, ISBN 978-94-6208-523-7.
- 2019 Ruud Kuijer: Über Skulptur, Reflections by a Maker and Observer. NAI010 Verlag, Rotterdam, ISBN 978-94-6208-533-6.
- 2019 Ruud Kuijer: Über Skulptur, Notizen eines Machers und Betrachters. NAI010 Verlag, Rotterdam ISBN 978-94-6208-532-9.